# Multnomah Falls
Multnomah Falls ist ein großer Wasserfall des Multnomah Creek am oregonseitigen Columbia River Gorge.

## Lage
Der zweistufige (165 m und 21 m) Fall mit einer Gesamthöhe von 189 Metern befindet sich östlich von Troutdale zwischen Corbett und Dodson am Historic Columbia River Highway. Das Wasser stammt aus dem Larch Mountain.
Es wird fälschlicherweise oft behauptet, er sei der zweithöchste ganzjährig fließende Wasserfall des Landes. Es gibt aber mindestens noch 90 Wasserfälle in den Vereinigten Staaten, die eine höhere Gesamthöhe haben.

## Erschließung
Die Gegend kann über die Interstate 84 östlich von Troutdale erreicht werden. Westlich der Fälle befindet sich die Benson State Recreation Area, die nach Simon Benson benannt wurden.
Ein Wanderweg führt zur Benson-Bogenbrücke, die sich weit über dem unteren Wasserfall befindet. Der Weg führt weiter zu einer Plattform an der oberen Stufe des Wasserfalls. Der hier befindliche Aussichtspunkt erlaubt eine gute Übersicht über den Columbia River Gorge sowie den Little Multnomah (ein kleinerer Wasserfall). Die Brücke wurde nach Simon Benson benannt, einem Holzunternehmer und Förderer des Baus des Columbia River Highway, der 1914 die Brücke erbaut hatte.

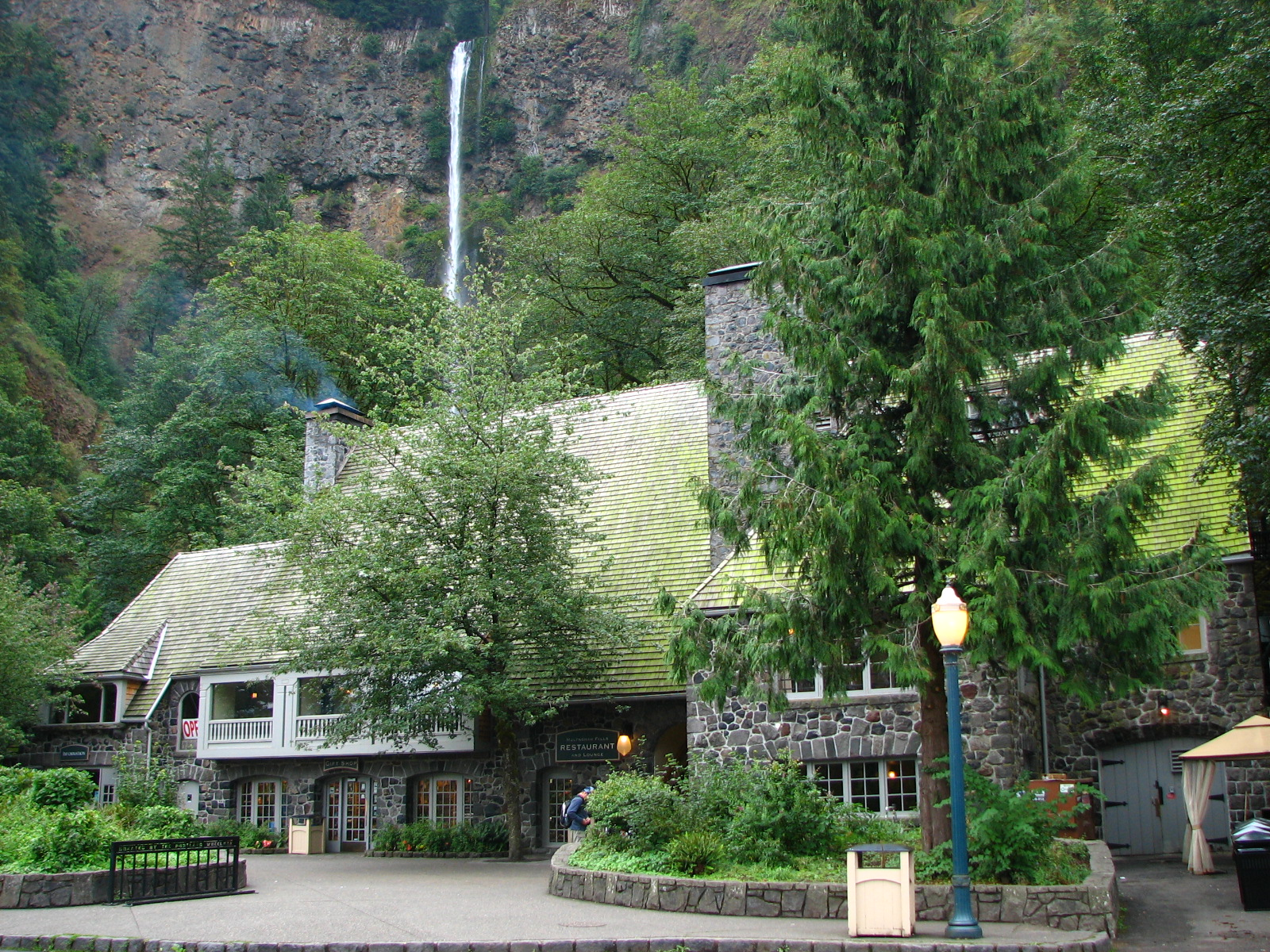
Multnomah Falls Lodge

Der Multnomah Falls Lodge and Footpath, eine Lodge sowie ein befestigter Weg (erbaut 1915) nordöstlich von Bridal Veil ist seit 22. April 1981 ein Denkmal im National Register of Historic Places.